# Harold Rainsford Stark
Pour les articles homonymes, voir Stark.
Ne doit pas être confondu avec le mathématicien Harold Stark.
 (décembre 2018).
Si vous disposez d'ouvrages ou d'articles de référence ou si vous connaissez des sites web de qualité traitant du thème abordé ici, merci de compléter l'article en donnant les références utiles à sa vérifiabilité et en les liant à la section « Notes et références ».
Harold Rainsford Stark, (12 novembre 1880 - 21 août 1972) était le 8e chef des opérations navales de l'US Navy. Il a succédé à William D. Leahy et a occupé ce poste du 1er août 1939 jusqu'au 2 mars 1942, avant d'être remplacé par Ernest King.
Il est l'auteur du memorandum Plan Dog, mémo stratégique ayant décidé de l'option L'Europe d'abord pour la conduite de la guerre, ce qui détermina l'ordre des plans de guerre à concevoir.